# Earth (альбом)
Earth — дебютний сольний альбом англійського музиканта Еда О'Браєна, випущений під псевдонімом EOB. Він був представлений лейблом Capitol Records 17 квітня 2020 року. Продюсерами альбому виступили Flood і Кетрін Маркс, а в записі взяли участь барабанщик Омар Хакім, учасники The Invisible Нейтан Іст і Дейв Окуму, фолк-співачка Лора Марлінг, гітарист Portishead Адріан Атлі, барабанщик Wilco Гленн Котче і басист Radiohead Колін Ґрінвуд.
Учасник Radiohead, О'Браєн, писав музику роками, але йому бракувало впевненості, і він відчував, що його пісні не пасуватимуть Radiohead. Відмовившись від планів створювати електронну музику під час перебування в Бразилії, він зробив демозаписи з продюсером Яном Девенпортом у 2014 році, а потім записувався з Flood з кінця 2017 до початку 2019 року.
Earth отримав переважно схвальні відгуки. У лютому 2020 року О'Браєн розпочав тур Північною Америкою; повноцінний тур Earth був скасований через пандемію COVID-19.

## Створення і запис
О'Браєн — учасник англійського гурту Radiohead, основним автором пісень якого є Том Йорк. Ед писав власну музику протягом багатьох років, особливо під час запису альбому Radiohead 1997 року OK Computer, але ніколи не писав текстів. Він сказав: «Я був трохи схожий на собаку в собачому притулку в Баттерсі — у мене не було впевненості в собі, я був трохи побитий». Він написав «Banksters» у 2009 році у відповідь на фінансову кризу 2007—2008 років.
У 2012 році О'Браєн з родиною переїхав до Бразилії, де протягом року жив на фермі поблизу Убатуби. Там Ед планував створювати електронну музику за допомогою Ableton Live, натхненний дабстепом та електронним музикантом Burial, але виявив, що це «не резонує зі мною в Бразилії». Натомість його надихнув альбом Primal Scream Screamadelica (1991): «Я поставив Screamadelica вперше за багато років, і у мене був довбаний момент осяяння … Це був рейв, це був зв'язок, це була надія, це було потужно». Він описав відвідування карнавалу як ще один «момент еврики», і сказав, що альбом був натхненний «духом і перебуванням у Бразилії… відкритістю, ритмом, кольором».
О'Браєн розглядав можливість віддати пісні Radiohead, але відчув, що вони мають «особливу енергетику», яка буде втрачена, якщо вони стануть «гібридним продуктом». Спочатку він планував, щоб хтось інший заспівав, і розглядав можливість попросити Йорка, але вирішив співати сам після того, як був задоволений своїми демозаписами, зробленими з продюсером Яном Девенпортом у 2014 році. Ед записувався з продюсером Flood з кінця 2017 до початку 2019 року у заміському будинку Plas Dinam, що в Кембрійських горах в Уельсі та студії продюсера Flood Assault & Battery в Лондоні.
О'Браєн хотів назвати альбом Pale Blue Dot (Бліда блакитна цятка), посилаючись на космічну фотографію, але йому завадили проблеми з авторськими правами. Він обрав назву Earth (Земля), оскільки вона була «прямою», а він не хотів нічого іронічного, тупого чи загадкового. Ед розповідав, що спочатку хвилювався, що його колеги по гурту Radiohead подумають про альбом, але вирішив: «До біса це, я повинен просто бути самим собою … Звичайно, ти хочеш схвалення своїх колег по гурту, але це не є істиною в останній інстанції. Це моя власна річ. Вона відрізняється від Radiohead».
Earth має елементи альтернативного року, пост-бритпопу, денс-року, тропікал-денсу, босанови, і панк-фанку. NME описав його як «суміш ніжного фолку і блаженного рейву».

## Промо і реліз
Наприкінці 2019 року О'Браєн запустив акаунти в соціальних мережах для просування альбому. 4 жовтня він випустив свою першу сольну роботу — ембієнтний позаальбомний трек «Santa Teresa».
Перший сингл з альбому, «Brasil», вийшов 5 грудня 2019 року з відеокліпом режисера Ендрю Донохо. Відео показує реакцію людства на інопланетну силу, яка призводить до більшого об'єднання та взаєморозуміння. Донохо розповідав: «Ми з Едом обоє поділяємо любов до простору та абстрактних понять, що оточують час, тому я почав будувати наратив навколо подолання фізичних бар'єрів наших тіл та часових бар'єрів лінійного досвіду». Сингл вийшов на обмеженому 12-дюймовому вінілі. 6 лютого 2020 року О'Браєн оголосив назву, дату виходу та трек-лист, а також випустив другий сингл, «Shangri-La». Третій сингл, «Olympik», вийшов 2 квітня. «Cloak of the Night», в дуеті з Лорою Марлінг, вийшов 9 квітня 2020 року.
О'Браєн розпочав тур у лютому 2020 року, дебютувавши з піснями в Торонто, Чикаго, Нью-Йорку та Лос-Анджелесі. На середину 2020 року було заплановано більш масштабний тур з виступами на більших майданчиках та музичних фестивалях по всьому світу, але його скасували через пандемію COVID-19. Під час просування альбому з інтерв'ю Ед захворів; наприкінці березня він повідомив, що одужує від підозри на інфекцію, спричинену вірусом COVID-19.

## Відгуки
Earth отримав загалом позитивні відгуки від музичних критиків. На сайті Metacritic альбом отримав 70 балів зі 100 на основі 14 рецензій, що означає «загалом схвальні відгуки». Сайт-агрегатор рецензій AnyDecentMusic? дав йому 6,8 бала з 10, ґрунтуючись на оцінці критичного консенсусу.
Софі Вокер, яка писала для Clash, дала позитивну рецензію на альбом, написавши, що це «заспокійливий якір у ці хаотичні часи […] Сучасний інструментарій має виразні відгомони його [О'Браєна] часів у Radiohead, доводячи, що на відміну від багатьох учасників гурту, які відійшли від основної діяльності, О'Браєн не поспішає позбутися свого почерку, а натомість привносить його у власну творчість, завжди розвиваючись і дозріваючи». Критик MusicOMH Джон Мерфі особливо високо оцінив вокал Еда і написав: «Протягом усього альбому голос О'Браєна напрочуд сильний і різноманітний — на „Shangri-La“ він перемикається між фальцетом і більш звичним для нього низьким діапазоном, в той час як на завершальній „Cloak of the Night“ він чудово співає в дуеті з ніким іншим, як Лорою Марлінг. Хоча він, можливо, не такий самобутній, як Том Йорк (і давайте подивимося правді в очі, таких мало), приємно чути, що він грає більш помітну роль, ніж його звичайний бек-вокал». Мерфі написав, що альбом був «вартий того, щоб на нього чекати».
Рецензент NME Ендрю Тренделл високо оцінив «Brasil», сказавши, що він «передає повний і калейдоскопічний діапазон цього альбому; це наполовину ніжний народний плач і наполовину танцпол-бенгер». Тренделл підсумував, що «особистість О'Браєна просвічує наскрізь, і дуже приємно познайомитися з ним ближче. Спокусливо зробити висновок, що він — секретна зброя Radiohead». У Rolling Stone Енджі Марточіо назвав Earth «винятковим сольним дебютом»; він високо оцінив вокал О'Браєна і назвав «Cloak of the Night» «найяскравішою піснею альбому». Ділан Барнабе з Exclaim! написав, що Earth був «вражаючим сольним дебютом О'Браєна» і «одним з найбільш повноцінних альбомів цього року», з «смугами текстур і звукових ландшафтів, які розгортаються на тлі багатошарових синтезаторів, гітар, що злітають у повітря, гримучих перкусій і непохитного вокалу О'Браєна».
Мартін Туссен з DIY дав Earth прохолодну рецензію, сказавши, що він «може давати моменти надії та співчуття протягом свого виконання, але для більшості він здається занадто непрямим і недограним». Емілі Маккей з The Observer сказала, що «попри всі свої амбіції, [Earth] в основному буде цікавим для завершених фанатів Radiohead». Тімоті Монгер з AllMusic писав, що «Earth часто нагадує кінець 90-х, коли наслідки бритпопу і зростаючої електронної сцени зіткнулися з рейвом, фолком та іншими розрізненими елементами … Хоча ці багатошарові текстури, пульсуючі біти і гітарні петлі, що розгортаються, прекрасні, саме EOB як рефлексивний акустичний вокаліст і автор пісень забезпечує найавтентичніші моменти альбому».

## Трек-лист
Автор музики і слів Ед О'Браєн. 
| #     | Назва                | Тривалість |
| ----- | -------------------- | ---------- |
| 1.    | «Shangri-La»         | 5:47       |
| 2.    | «Brasil»             | 8:27       |
| 3.    | «Deep Days»          | 5:00       |
| 4.    | «Long Time Coming»   | 2:50       |
| 5.    | «Mass»               | 4:10       |
| 6.    | «Banksters»          | 5:08       |
| 7.    | «Sail On»            | 3:27       |
| 8.    | «Olympik»            | 8:38       |
| 9.    | «Cloak of the Night» | 2:33       |
| 46:00 |                      |            |

| Бонус-треки японського видання | Бонус-треки японського видання  | Бонус-треки японського видання |
| #                              | Назва                           | Тривалість                     |
| ------------------------------ | ------------------------------- | ------------------------------ |
| 10.                            | «Santa Teresa»                  | 5:25                           |
| 11.                            | «Shangri-La» (Spike Stent Edit) | 3:56                           |
| 55:23                          |                                 |                                |

## Персоналії
- Ед О'Браєн — вокал, гітара, бас-гітара, програмування, перкусія, клавішні
- Flood — продюсування, синтезатор, гітара
- Кетрін Маркс — додаткове продюсування (1, 4, 5, 8), програмування
- Алан Моулдер — зведення
- Адам «Сесіл» Бартлетт — звукоінженер, програмування
- Цезар Едмундс — зведення

### Сесійні музиканти
- Дейв Окуму — гітара (2, 4, 8)
- Натан Іст — бас (4, 8)
- Омар Хакім — барабани (2, 8)
- Лора Марлінг — вокал (5, 9)
- Колін Ґрінвуд — бас (2)
- Адріан Атлі — гітара (1, 7)
- Глен Котче — барабани (5)
- Річі Кеннеді — синтезатор, перкусія, барабани, програмування